# 체라 페루말 왕조
체라 페루말 왕조, 케랄라의 페루말 왕조 또는 마코타이나 마호다야푸람의 체라 페루말 왕조(활동 시기: 서기 844년경 ~ 서기 1124년경)는 현 남인도 케랄라주에서 통치하던 왕조였다. 마호다야푸람 또는 마코타이는 체라만 페루말의 수도였으며, 오늘날 중부 케랄라의 코둥갈루르와 동일시된다. 처음에는 그들의 영향력이 현재의 퀼론과 퀼랜디 사이 지역에 한정된 것으로 보였지만, 나중에는 북부 케랄라의 찬드라기리강까지, 남쪽으로는 나게르코일까지 확장되었다.
중세 체라 왕조는 팔라바 이전 남인도에서 번성했던 초기 역사적 체라의 후손임을 주장했다. 현재의 중앙 케랄라는 8세기에서 9세기경에 더 큰 콩구 체라 또는 케랄라 왕국에서 분리되어 체라 페루말 왕국을 형성했을 가능성이 있다. 체라 가문의 여러 방계 지파 간의 정확한 관계는 학자들에게 여전히 불분명하다. 체라 페루말은 종종 수리야밤사(태양족)의 일원으로 묘사된다.
체라 페루말 왕국은 중동과의 해상 무역(향신료 무역)에서 대부분의 수입을 얻었다. 왕국 내에 위치한 콜람 항구는 서양 및 동남아시아와의 해외 인도 무역에서 중요한 거점이었다. 농업적으로 비옥한 지역(비옥한 습지)의 남부디리-브라만 정착지는 체라 국가의 또 다른 주요 지원원이었다. 체라만 페루말은 케랄라의 모든 기록에서 주로 단일 문자(바테주투)와 언어(초기 형태의 말라얄람어)를 사용한 것으로 알려져 있다. 토지 관계의 변화가 다른 요인들과 함께 12세기 초 체라 국가의 붕괴에 결정적인 역할을 했다는 추측이 있다.

## 역사학

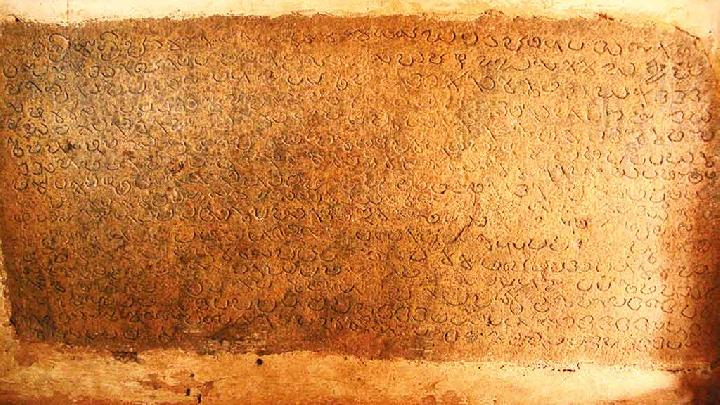
중세 케랄라의 체라 비문

기존의 케랄라 역사학 초기 버전은 케랄라의 중세 체라 국가가 고도로 중앙집권화된 제국이었다고 믿었다("단일국가 또는 제국 모델"을 따르며 중앙집권적 행정을 강조). 이 국가는 또한 "제2차/후기 체라 제국" 또는 "쿨라세카라 제국"으로 잘못 언급되기도 했다.
그러나 1960년대 후반과 1970년대 초반의 비판적 연구는 이러한 견해에 대한 중요한 수정을 제공했다. 학자들은 초기 케랄라 역사가들이 제국적인 촐라의 영광에 필적하기 위해 "제2차 체라 제국"을 조작했다고 비난하며, 체라 "제국" 이론을 거부하고 대신 케랄라에 전통적인 (중세) 군주국이 존재했음을 제안했다(Narayanan, 1972). 또한 모든 체라 왕들이 특정 아비세카나마 "쿨라세카라"를 사용한 것이 아니므로, 이 왕조를 "쿨라세카라 왕조"라고 정확하게 부를 수 없다는 사실도 밝혀졌다.
다른 극단에서는 2000년대 초반에 마호다야푸람의 체라 왕이 "의례적 주권"만을 가졌고, 실제 정치 권력은 "대담하고 눈에 띄는 브라만 과두정"에 있었다는 제안이 나왔다(Narayanan, 2002). 이러한 관점은 "느슨한 타밀 패권에 의해 억제된 파편화된 지역 수장국들의 집합"을 묘사한다.
| “ | "체라 왕국은 결코 강력하고 절대적인 군주제가 아니라 페루말의 맨틀 아래 영주들과 강력한 브라만 공동체들의 연합체였다... 따라서 체라 이후를 주요 정치적 분권화의 시기로 묘사하는 것은 체라 시대 자체에 잘못된 중심성을 부여한다..." | ” |

이 세 번째 모델에 따르면, 체라 통치자의 주권은 주로 수도인 마호다야푸람-코둥갈루르에 국한되었다. 그의 왕권은 순전히 "의례적"이었고, 멀리 떨어진 북부와 남부 케랄라의 지역 족장들(우다이야바르)이 가진 정치 및 군사적 권력에 비해 명목상에 불과했다. 케랄라 전역의 남부디리 브라만들도 사회 및 종교 문제에서 상당한 권위를 가졌다("대담하고 눈에 띄는 브라만 과두정과 결합된 의례적 주권").

### 자료 출판
체라 페루말 비문들의 일반적인 목록은 저명한 역사학자 M. G. S. 나라야난의 "케랄라의 페루말"(케랄라 대학 박사 학위 논문, 1972년) 부록인 "체라 비문 색인"에서 발견되었다. 그러나 이 문서는 2013년까지 미출판 상태로 개인적으로 유통되었다. 게다가, 최근에 발견된 일부 비문은 보고되지 않고 해독되지 않은 상태로 남아 있었고, 다른 비문들은 만족스럽지 못한 형태로 출판되었다. 이러한 비문들을 목록화하기 위한 최근의 주목할 만한 노력은 금석학자 M. R. 라가바 바리어르가 편집하고 인도 고고학 조사국(ASI)이 2021년에 출판한 남인도 비문집(SII), 43권의 출판이었다.

## 역사

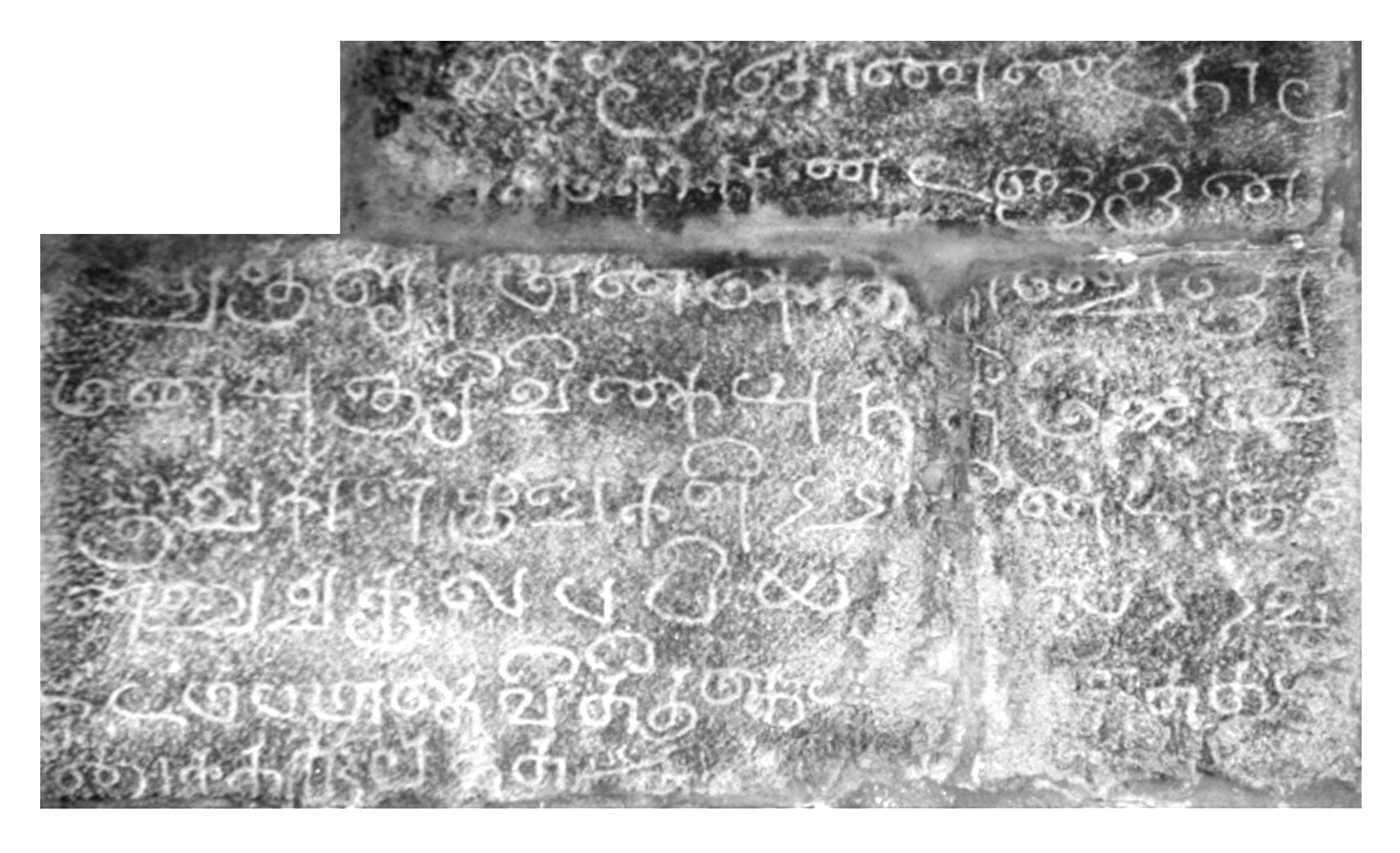
틸라이스타남 비문 유적 (9세기, 아디티야 1세)

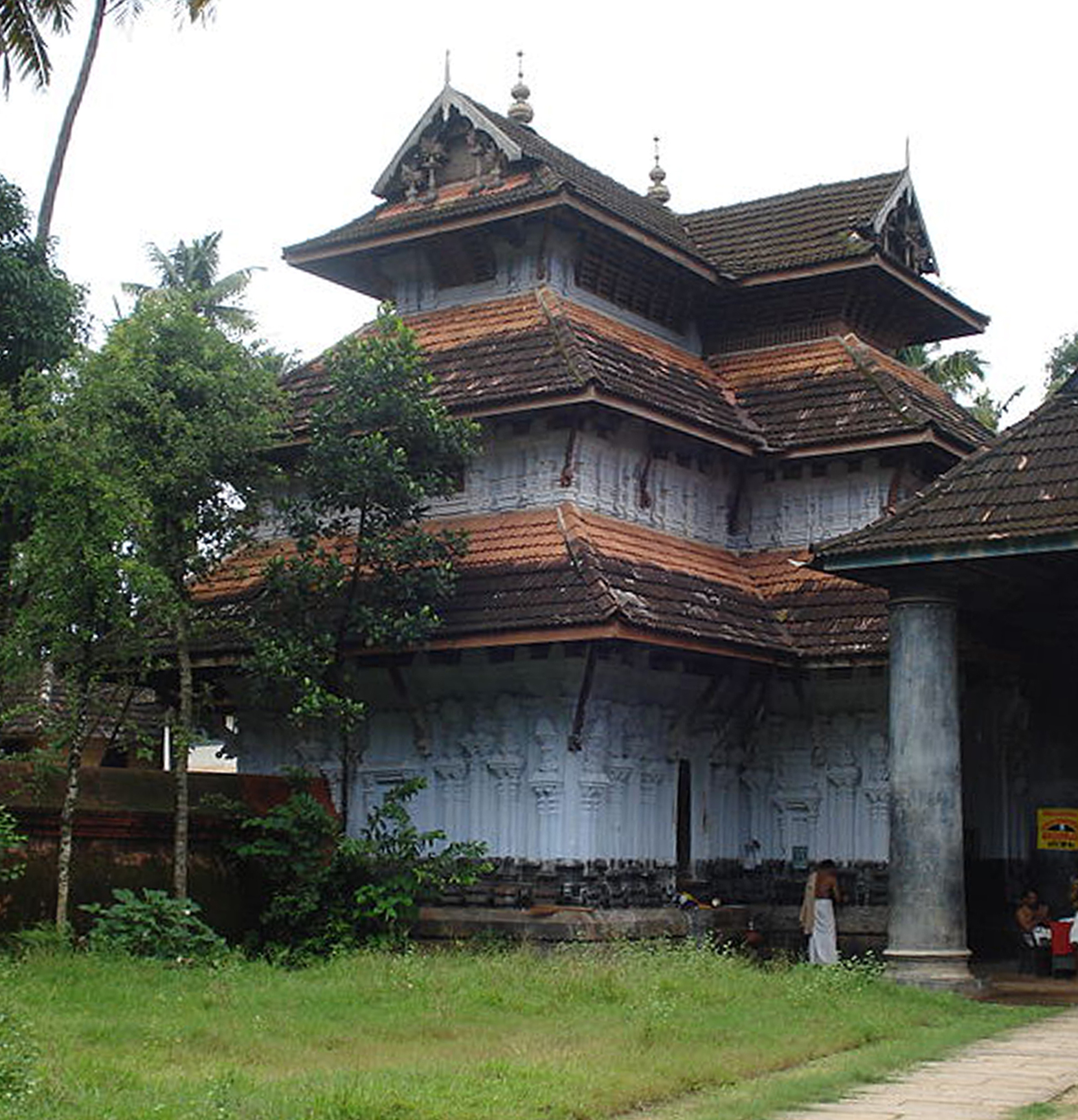
티루반치쿨람 시바 사원 (북쪽 입구 문)

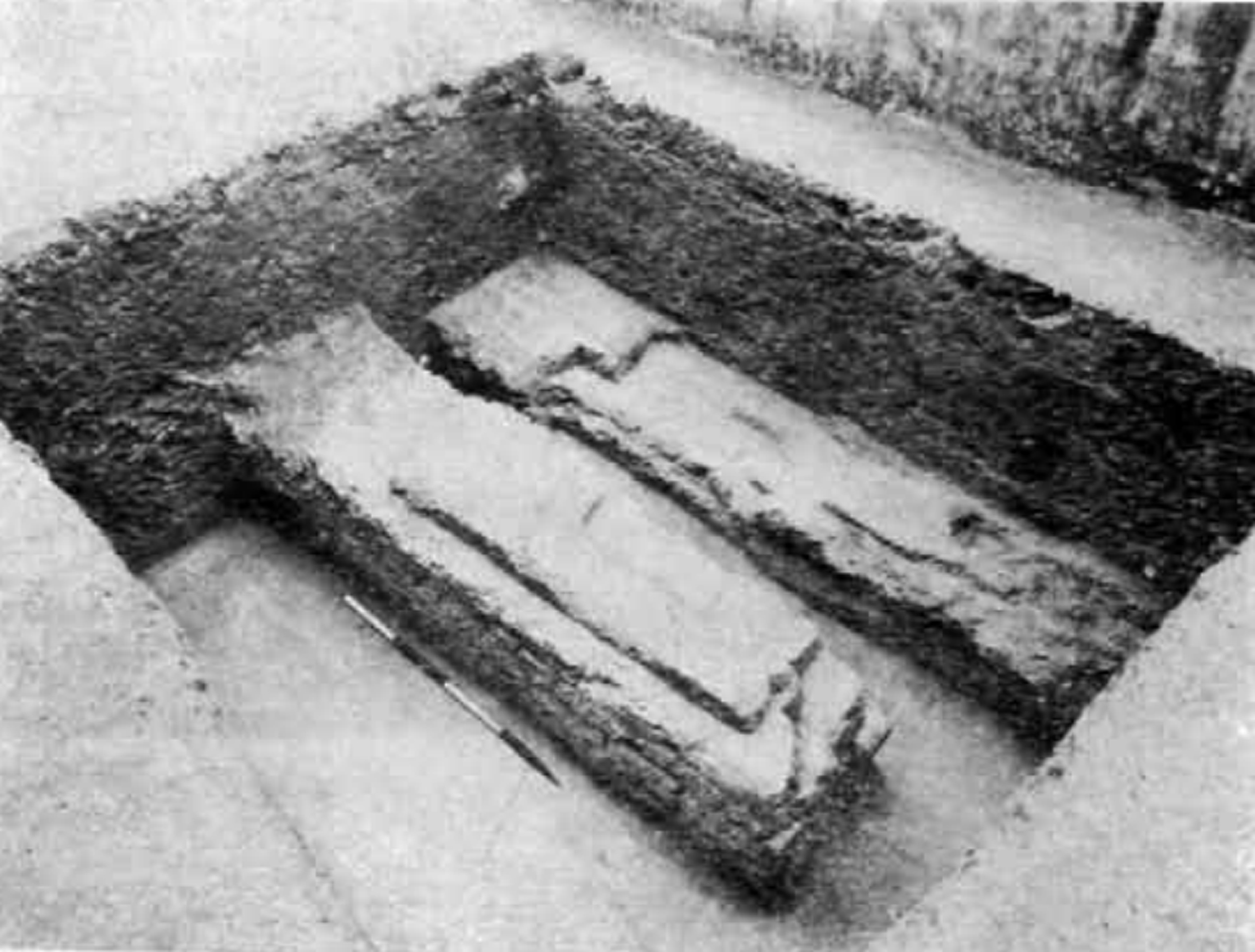
코둥갈루르 트리쿨라세카라푸람 사원 외부의 파편화된 라테라이트 벽 (10-11세기)

말라바르 해안의 마호다야푸람(현재의 코둥갈루르로 확인됨)에 기반을 둔 케랄라의 중세 체라 통치자들은 팔라바 이전 (초기 역사 시대) 남인도에서 번성했던 전설적인 체라의 후손이었을 것이다. 초기 타밀 시 또는 상감 문학은 체라 가문의 여러 지파가 고대 케랄라와 타밀나두주에서 동시에 다양한 권력 중심지(그 중 하나는 페리야르강 하구의 중앙 케랄라에 위치한 무치리-반치)를 관리했음을 명확히 보여준다. 서기 9세기 초 마호다야푸람의 체라 페루말 왕조는 케랄라에서 통치 형태로서 "왕권"을 도입하여 씨족 기반의 사회 및 정치 구조라는 초기 역사적 시스템에서 벗어나는 중요한 변화를 가져왔다.
케랄라의 체라 통치자들은 지역이 본질적으로 부유하고 중동과의 해상 무역에서 상당한 수입을 얻었기 때문에 영토 정복에 대한 경제적 압력을 거의 받지 않았을 것으로 추측된다. 체라 페루말 왕국은 이웃한 촐라 및 판디아와 우호적 및 적대적 관계를 번갈아 가며 유지했다. 이 왕국은 서기 11세기 초 촐라 제국의 공격을 받아 결국 복속되었는데, 이는 주로 중동과의 인도양 무역에서 거의 독점적 지위를 깨기 위한 것이었다.
| “ | "[촐라] 해전은 몰디브 제도, 말라바르 해안, 그리고 스리랑카 북부를 정복하게 했다. 이 모든 것들은 동남아시아와 아라비아 및 동아프리카와의 무역에서 촐라의 통제에 필수적이었다. 이곳들은 동남아시아와 중국으로 향하는 아랍 상인들과 선박들의 환승 지역, 기항지였으며, 유럽에 높은 수익으로 판매된 귀중한 향신료의 원천이었다." | ” |

체라 페루말 왕권은 지역 통치자나 군장들, 즉 "나두-우다이야바르" 또는 "나두-바주마바르"가 정치적, 군사적으로 행사하는 권력에 비해 명목상에 불과했을 것이다. 체라 페루말 통치하의 케랄라 군장국들은 나두라고 불렸으며, 라슈트라쿠타 통치하의 "라슈트라" 및 촐라 통치하의 "파디"와 대략적으로 비슷했다. 이들 군장들은 자신들의 지역에 있는 남부디리-브라만 사원과 브라만 정착촌까지 포함하여 그들의 영토에 상당한 군사적 권위를 행사했을 것이다. 그러나 우다이야바르 군장들은 침략하는 판디아와 촐라에 맞서 싸울 때 체라 페루말을 섬길 의무가 있었으며, 군장국들은 체라 왕국의 세금 징수 단위로 기능했을 것이다. 기록에 따르면 코둥갈루르의 페루말을 대신하여 군장국의 체라 왕실 대표인 코이일 아디카리카르 또는 알 코이일이 군장국에서 정기적인 세금(아타이콜과 아란타이)을 징수했다. 체라 페루말은 팔라카드 협곡에서 벰바나드 호수까지, 그리고 페리야르 계곡에 있는 마호다야푸람-코둥갈루르 항구를 포함하는 지역에만 직접적인 권한을 가졌을 가능성이 높다.
박티 성인 체라만 페루말 나야나르와 쿨라세카라 알바르는 일반적으로 케랄라의 가장 초기에 기록된 체라 페루말 왕 중 일부로 확인된다. 베단타 학파의 불이일원론 학파 창시자인 샹카라차리야 또한 8세기 케랄라 출신으로 추정된다. 체라 페루말의 동판 헌장에는 중동의 유대인 및 기독교 상인에 대한 보조금 기록이 특히 언급되어 있다. 중동의 무슬림들도 왕국에 상인으로 정착했다. 마니그라마와 안주반남 같은 상인 길드가 페루말 왕국에서 활동했다. 비문 형태의 말라얄람어의 가장 초기 증명도 잠정적으로 체라 페루말 시대 또는 그 직후 케랄라에서 나타난 것으로 추정된다. "케랄라-드라비다"로 알려진 사원 건축 양식도 11세기부터 나타난다.
12세기 초, 케랄라의 중세 체라 왕국은 여러 지역 권력으로 해체되었다. 토지 관계의 점진적인 변화는 다른 요인들과 함께 체라 국가의 붕괴에 결정적인 역할을 했다. 시간이 지남에 따라 체라 페루말 국가는 토지 소유권 및 거래의 주요 규제자로서의 역할을 점차 잃었다. 페루말 왕조는 남부 케랄라에서 베나드 (콜람)의 통치자들에게 계승되었는데, 이 왕국의 왕들은 마호다야푸람의 체라 왕조의 후손임을 자처하며 체라 또는 "쿨라세카라 왕조"로 다양하게 알려졌다. 케랄라의 다른 지역에서는 콜라투나두의 군장들과 미래의 코지코드 (캘리컷) 및 코치의 통치자들이 체라 페루말을 계승했다.

## 행정

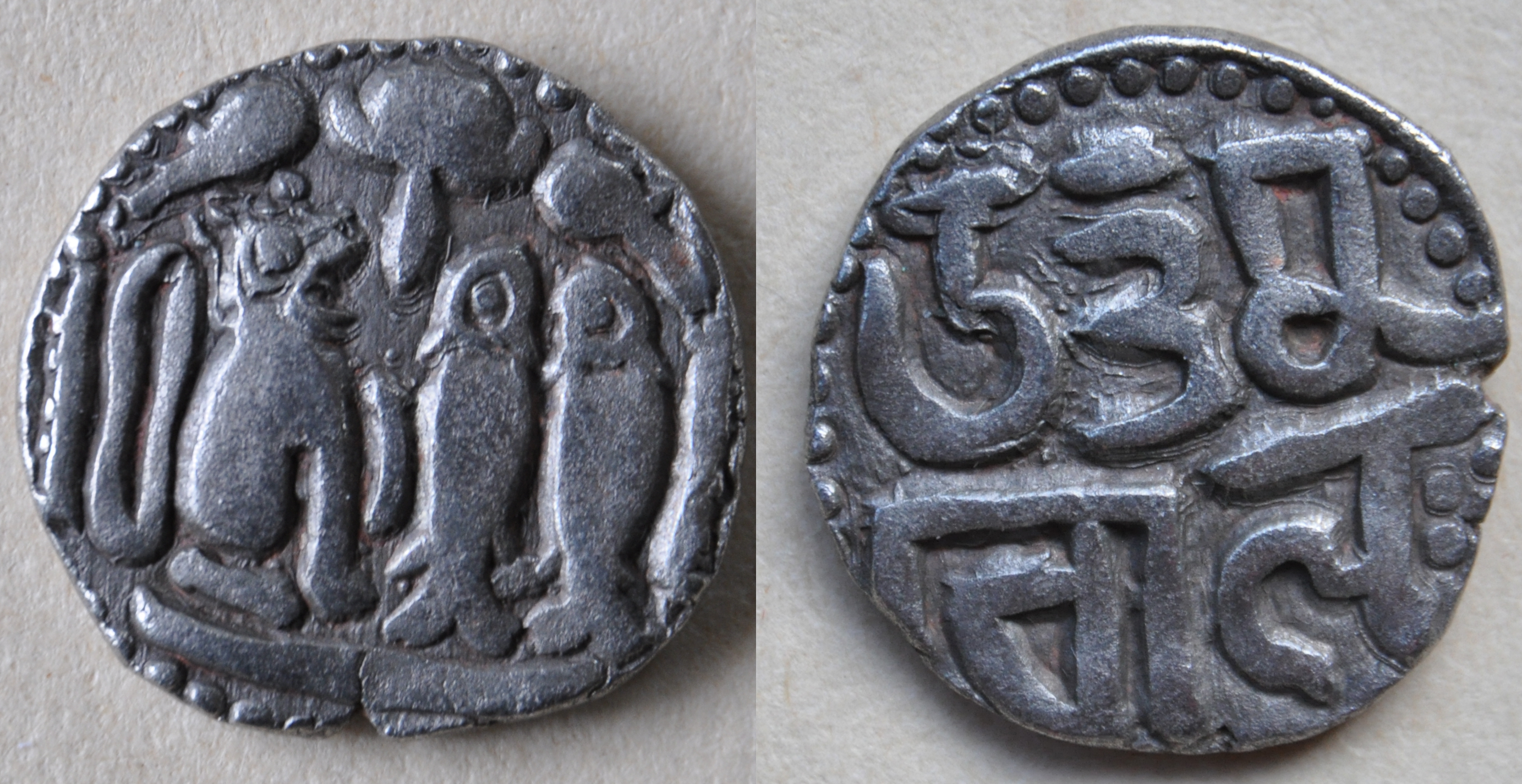
라젠드라 왕의 촐라 동전, "우타마 촐라"라는 글자와 체라 문장(앉아있는 호랑이 왼쪽의 활)이 새겨져 있다.

케랄라의 중세 체라 국가는 그 구조를 반영하는 다양한 행정 기관을 특징으로 했다. "코이일 아디카리카르" 또는 "알/알라 코이일"은 개별 군장국에 임명된 체라 왕실 왕자로, 마호다야푸람의 체라 페루말을 대신하여 아타이콜과 아란타이 같은 정기적인 세금을 징수할 책임이 있었다. 코둥갈루르 주변의 네 개의 주요 남부디리 브라만 사원의 관리자들은 총칭하여 "날루 탈리"로 알려져 있었으며, 체라 페루말의 상임 자문회 또는 장관으로 기능했을 것이다.
| 코둥갈루르의 사원                       | 남부디리 브라만 정착지 | 비고                                  |
| --------------------------------------- | ---------------------- | ------------------------------------- |
| 네디야-탈리 또는 티루반치쿨람 시바 사원 | 파라부르               | 체라만 페루말 나야나르와 관련이 있다. |
| 멜-탈리 또는 트리쿨라세카라푸람 사원    | 무지쿨람               | 쿨라세카라 알바르가 설립했다.         |
| 키즈-탈리 사원                          | 이라니쿨람             |                                       |
| 칭가푸람/스링가푸람 탈리                | 이린자라쿠다           |                                       |

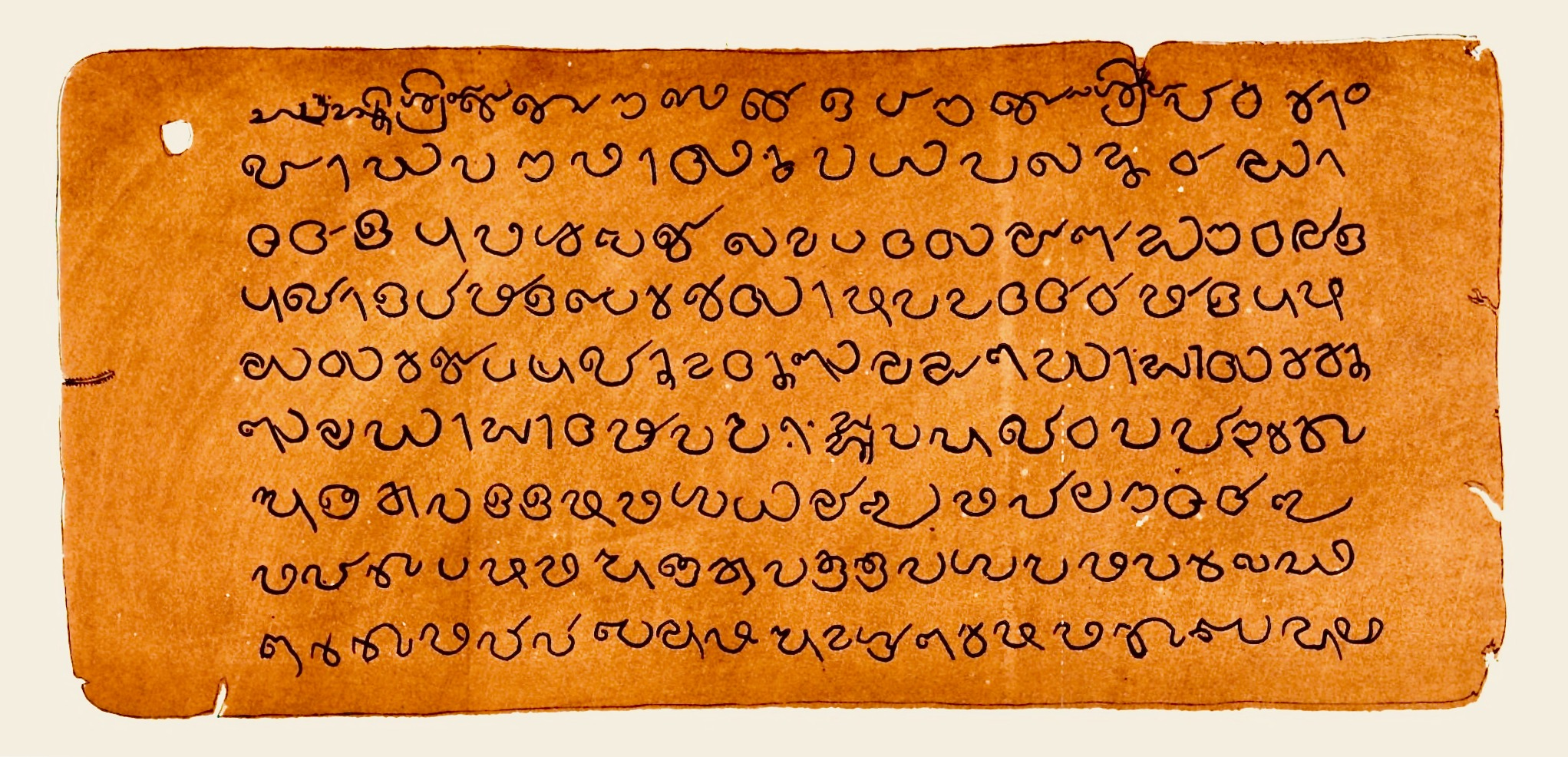
코친 유대인 동판 (제1판, 제1면).

아이람("천인대")은 체라 페루말의 개인 경호대였으며, 왕의 "명예 동반자" 역할을 하고 코둥갈루르 바가바티 사원을 관리하고 보호하는 임무를 맡은 천 명의 나이르 전사로 구성되었다. 파다이-나야카르(또는 나야칸 또는 파다이-나이르)는 왕국 전체 또는 개별 군장국의 무장 민병대 사령관이었다.
각 군장국은 백인대(누트루바르)로 알려진 자체 민병대를 유지했는데, 이는 전투원을 제공할 수 있는 지역 내 가구 수로 그 규모가 종종 표시되었다. 니잘("그림자")은 우다이야바르 군장들의 개인 경호대를 구성했으며, 충성스러운 "명예 동반자"로서 그들을 섬겼다. 군장들을 지원하는 또 다른 조직은 행정 업무를 돕는 비브라만 명사들로 구성된 프라크리티였다. 마지막으로 아디카라르는 세금 징수 및 분쟁 중재를 포함한 지역 행정을 담당하는 사원 또는 왕실 관리였다.

## 주요 군장국
체라 페루말 시대의 중세 케랄라 비문 분석을 통해 학자들은 여러 군장국(나두)의 존재를 입증했다. 북쪽에서 남쪽으로 다음과 같다: 콜라데삼 또는 콜라투나두? 또는 무시카 지역, 푸라키자나두, 쿠룸포라이나두, 에랄라나두, 발루바나두, 키즈말라이나두("동쪽 산악 지역"을 의미함), 벰팔라나두, 문지나두, 난루자이나두, 그리고 베나두 또는 쿠파카 지역(주요 항구인 콜람의 이름으로도 알려짐). 콜라투나두(북부 케랄라)는 11세기에야 체라 페루말의 영향을 받게 되었고, 베나두 (남부 케랄라)는 9세기 초에 그들의 영향으로 발전했을 가능성이 높다.
체라 페루말은 팔라카드 협곡에서 벰바나드 호수까지, 그리고 페리야르 계곡의 마호다야푸람-코둥갈루르 항구를 포함하는 지역에 직접적인(주권적) 권한을 가졌다. 이 영토 내에서 나두는 군사적 또는 조세 단위로 존재했으며, 무술 가문의 구성원들은 우다이야바르라는 직책으로 임명되어 체라 페루말 왕을 섬겼다.

## 체라 페루말 계보

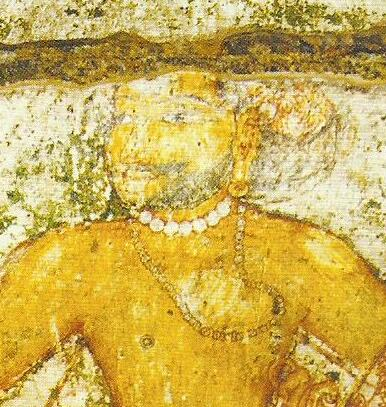
탄자부르 브리하디스와라 사원에 묘사된 "체르만 페루말" 나야나르

### 아비세카나마 (통치 칭호)
기존의 케랄라 역사학의 초기 버전은 케랄라 중세 체라 왕조의 모든 통치자들이 특정 아비세카나마(통치 이름) "쿨라세카라"를 사용했다고 믿었다. 따라서 이 통치 혈통은 "쿨라세카라 왕조"로 불렸다. 그러나 1960년대 후반과 1970년대 초반에 수행된 비판적 연구는 이러한 견해에 상당한 수정을 가했다. 모든 통치자들이 "쿨라세카라"라는 통치 이름을 사용한 것이 아니며, 스타누 라비 쿨라세카라와 라마 쿨라세카라 두 명만이 그렇게 사용한 것으로 알려졌다. 케랄라의 체라 통치자들은 비문과 문학 자료에서 알 수 있듯이 여러 일반적인 칭호로 알려졌다. 이들 칭호에는 "체라마나르" 또는 "체라만", "케랄라라자", "체란", "체랄란" 등이 포함되었다. 일부 통치자들은 "코타이/코타" 또는 "코탄", 그리고 "우다얀/우티얀"이라는 칭호로도 불렸다. 또한 왕들은 "바나반"과 "빌라반"과 같은 명망 있는 초기 역사 체라 칭호를 사용했다.

### 체라 페루말 계보
원래 엘람쿨람 P. N. 쿤잔 필라이(1963)의 내용을 M. G. S. 나라야난(1972)이 수정했다. 마누 V. 데바데반이 나라야난의 내용을 수정한 최신 자료(2014년, 2020년 개정, 케사반 벨루탓 편집)도 사용되었다.
| 체라 페루말                  | 재위 기간 (잠정)                              | 비고 |
| ---------------------------- | --------------------------------------------- | --- |
| 스타누 라비 쿨라세카라       | 844–870                                       | - 마호다야푸람의 가장 초기에 알려진 체라 통치자. - 촐라 왕 아디티야 1세와 동시대 인물 - 아마도 쿨라세카라 알바르와 동일인물일 것이다.          |
| 라마 라자셰카라              | 870–883 (2020년 개정 연대기)                  | - 아마도 체라만 페루말 나야나르와 동일인물일 것이다.                                                                                           |
| 비자야라가                   | 883–895                                       | - 쿨라세카라 왕의 딸과 결혼했다. - 두 딸을 촐라 황제 파란타카에게 시집보냈다.                                                                  |
| 고다 고다                    | 895—905                                       | |
| 케랄라 케사리                | 895—905                                       | - 아마도 고다 고다 왕과 동일인물일 것이다(위 참조).                                                                                            |
| 고다 라비                    | 905–943                                       | |
| 인두/인데스바란 고다         | 943–962                                       | |
| 바스카라 라비 마누쿨라디티야 | 962–1021 (또는) 959–1025 (2020년 개정 연대기) | - 촐라 황제 라젠드라와 동시대 인물 |
| 라비 고다                    | 1021—1089                                     | - 촐라 황제 라젠드라와 동시대 인물이다. |
| 라자심하                     | 1021—1089                                     | - 촐라 황제 라젠드라와 동시대 인물 - 촐라 부왕 자타바르만 순다라 촐라-판디아와 동시대 인물 - 아마도 라비 고다 왕과 동일인물일 것이다(위 참조). |
| 라자 라자                    | 1021—1089                                     | - 촐라 부왕 자타바르만 순다라 촐라-판디아와 동시대 인물이다. - 촐라 부왕 마라바르만 촐라-판디아와 동시대 인물이다.                             |
| 라비 라마                    | 1021—1089                                     | |
| 아디티야 고다 라나디티야     | 1021—1089                                     | |
| 라마 쿨라세카라              | 1089—1122                                     | - 1089년 즉위. - 촐라 황제 비크라마의 연장자 동시대 인물이다.                                                                                  |

## 체라 페루말 비문 기록
- 퀼론 시리아 동판 (스타누 라비 쿨라세카라)
- 퀼론 시리아 동판 (제6판)
- 바자팔리 동판 (라마 라자셰카라)
- 코친 유대인 동판 (바스카라 라비 마누쿨라디티야)
- 티루발라 동판
- 페룬나 비문 (라마 쿨라세카라)

## 같이 보기
- 코친 유대인 동판 (11세기 초)
- 퀼론 시리아 동판 (9세기)

### 설명주
1. ↑  The term "Chera Perumals" is widely used by prominent south Indian and Kerala historians.[3] Romila Thapar 2003 [2002] describes the medieval dynasty of the Cheras in Kerala as the "Cheras or Perumals in Kerala" (pp. 327-28) and refers to the state as the "Makotai kingdom in the Periyar Valley" (pp. 331-32). Noburu Karashima (2014) refers to the family as the "Ceraman Perumal dynasty of Mahodayapuram" (pp. 145-46). Manu Devadevan (2020), building on a from a book edited by historian Kesavan Veluthat (2014), specifically favors the use of the term "Ceraman" over "Cera" (pp. 122).
2. ↑  Both Rajasimha and Raja Raja, from the Pandya inscriptions at Ambasamudram, were categorically identified as Chera Perumals by M. G. S. Narayanan (1972).[54] This was confirmed in a recent book edited by Kesavan Veluthat (2014).[19] The claim is disputed by Daud Ali (2007).[55]

### 참조주
1. 1 2 3  Thapar, Romila (2003) [2002]. 〈The Peninsula: Emerging Regional Kingdoms〉. 《The Penguin History of Early India: From the Origins to AD 1300》. 펭귄 북스. 331–32쪽.
2. 1 2 3 4 5 6 7 8  Noburu Karashima (ed.), A Concise History of South India: Issues and Interpretations. New Delhi: Oxford University Press, 2014. 145-47.
3. 1 2 3  Veluthat, Kesavan (2023). 〈Sthāṇu Ravi〉. 《The Encyclopedia of Ancient History: Asia and Africa》. Wiley. doi:10.1002/9781119399919.eahaa00527. ISBN 978-1-119-39991-9.
4. 1 2  Thapar, Romila, The Penguin History of Early India: From the Origins to AD 1300. Penguin Books, 2002. 326-27.
5. ↑  “Cheraman Parambu - the royal seat of the Cheraman Perumals of Chera dynasty| Historic sites at Muziris Heritage Area, Ernakulam”. 《www.muzirisheritage.org》. 2023년 2월 1일에 확인함.
6. 1 2 3 4 5 6  Noburu Karashima (ed.), A Concise History of South India: Issues and Interpretations. New Delhi: Oxford University Press, 2014. 145-47.
7. 1 2 3 4  Veluthat, Kesavan. 2004. 'Mahodayapuram-Kodungallur', in South-Indian Horizons, eds Jean-Luc Chevillard, Eva Wilden, and A. Murugaiyan, pp. 471–85. École Française D'Extrême-Orient.
8. 1 2  Narayanan, M. G. S. Perumāḷs of Kerala. Thrissur (Kerala): CosmoBooks, 1972 [2013]. 89-90 and 92-93.
9. ↑  Narayanan, M. G. S. Perumāḷs of Kerala. Thrissur (Kerala): CosmoBooks, 1972 [2013]. 89-90 and 92-93.
10. 1 2  Narayanan, M. G. S. Perumāḷs of Kerala. Thrissur (Kerala): CosmoBooks, 1972 [2013]. 80-81.
11. 1 2 3 4  Thapar, Romila, The Penguin History of Early India: From the Origins to AD 1300. Penguin Books, (2003) [2002]. 364-65.
12. ↑  Thapar, Romila, The Penguin History of Early India: From the Origins to AD 1300. Penguin Books, (2003) [2002]. 382-83.
13. ↑  Thapar, Romila, The Penguin History of Early India: From the Origins to AD 1300. Penguin Books, (2003) [2002]. 379-80.
14. 1 2 3 4 5 6  Veluthat, Kesavan. "History and Historiography in Constituting a Region: The Case of Kerala." Studies in People's History, vol. 5, no. 1, June 2018, pp. 13–31.
15. 1 2 3 4 5 6 7 8 9 10 11 12  Devadevan, Manu V. (2020). 〈Changes in Land Relations and the Changing Fortunes of the Cēra State〉. 《The 'Early Medieval' Origins of India》. Cambridge University Press. 150쪽. ISBN 9781108494571.
16. 1 2 3 4 5 6 7 8 9 10 11 12 13 14 15 16  Ganesh, K. N. (2009). Historical Geography of Natu in South India with Special Reference to Kerala. Indian Historical Review, 36(1), 3–21.
17. 1 2  Freeman, Rich (2003), 'Genre and Society', in Literary Cultures in History, ed., Sheldon Pollock. Berkeleyand Los Angeles: University of California Press. 444-445.
18. 1 2  Narayanan, M. G. S. 2002. 'The State in the Era of the Ceraman Perumals of Kerala', in State and Society in Premodern South India, eds R. Champakalakshmi, Kesavan Veluthat, and T. R. Venugopalan, pp. 111–119. Thrissur, CosmoBooks.
19. 1 2 3 4 5  'Changes in Land Relations during the Decline of the Cera State,' In Kesavan Veluthat and Donald R. Davis Jr. (eds), Irreverent History: Essays for M.G.S. Narayanan, Primus Books, New Delhi, 2014.
20. ↑  Devadevan, Manu V. (2020). 〈Changes in Land Relations and the Changing Fortunes of the Cera State〉. 《The 'Early Medieval' Origins of India》. Cambridge University Press. 120 and 128–29쪽. ISBN 9781108857871.
21. ↑  Baiju, K. M. (2021년 1월 28일). “Now, Read Ancient Inscriptions in Malayalam”. 《Mathrubhumi》 (Calicut).
22. ↑  Gurukkal, Rajan. "Classical Indo-Roman Trade: A Historiographical Reconsideration." Indian Historical Review, vol. 40, no. 2, Dec. 2013, pp. 181–206.
23. 1 2  Thapar, Romila, The Penguin History of Early India: From the Origins to AD 1300. Penguin Books, (2003) [2002]. 368-69.
24. 1 2  Noburu Karashima (ed.), A Concise History of South India: Issues and Interpretations. New Delhi: Oxford University Press, 2014. 136-37.
25. ↑  Noburu Karashima (ed.), A Concise History of South India: Issues and Interpretations. New Delhi: Oxford University Press, 2014. 161-62.
26. 1 2  Noburu Karashima (ed.), A Concise History of South India: Issues and Interpretations. New Delhi: Oxford University Press, 2014. 124-25.
27. ↑  Thapar, Romila, The Penguin History of Early India: From the Origins to AD 1300. Penguin Books, (2003) [2002]. 368-69.
28. ↑  Ganesh, K. N. (2009). Historical Geography of Natu in South India with Special Reference to Kerala. Indian Historical Review, 36(1), 3–21.
29. ↑  Narayanan, M. G. S. Perumāḷs of Kerala. Thrissur (Kerala): CosmoBooks, 1972 [2013]. 161-63.
30. ↑  Noburu Karashima (ed.), A Concise History of South India: Issues and Interpretations. New Delhi: Oxford University Press, 2014. 145-47.
31. ↑  Veluthat, Kesavan. 2004. 'Mahodayapuram-Kodungallur', in South-Indian Horizons, eds Jean-Luc Chevillard, Eva Wilden, and A. Murugaiyan, pp. 471–85. École Française D'Extrême-Orient.
32. ↑  Narayanan, M. G. S. Perumāḷs of Kerala. Thrissur (Kerala): CosmoBooks, 1972 [2013]. 161-63.
33. 1 2 3  Ganesh, K. N. (2009). Historical Geography of Natu in South India with Special Reference to Kerala. Indian Historical Review, 36(1), 3–21.
34. 1 2  Narayanan, M. G. S. Perumāḷs of Kerala. Thrissur (Kerala): CosmoBooks, 1972 [2013]. 118-119.
35. ↑  Narayanan, M. G. S. Perumāḷs of Kerala. Thrissur (Kerala): CosmoBooks, 1972 [2013]. 189-90.
36. 1 2  Narayanan, M. G. S. Perumāḷs of Kerala. Thrissur (Kerala): CosmoBooks, 1972 [2013]. 234-36.
37. 1 2 3  Narayanan, M. G. S. Perumāḷs of Kerala. Thrissur (Kerala): CosmoBooks, 1972 [2013]. 149-50.
38. ↑  Aiyangar, S. Krishnaswami (2004) [1911]. 《Ancient India: Collected Essays on the Literary and Political History of Southern India》 (영어). Asian Educational Services. ISBN 9788120618503.
39. ↑  Hudson, D. Dennis (2008). 《The Body of God: An Emperor's Palace for Krishna in Eighth-Century Kanchipuram》. Oxford University Press. ISBN 9780190451400.
40. ↑  Narayanan, M. G. S. Perumāḷs of Kerala. Thrissur (Kerala): CosmoBooks, 1972 [2013]. 64-73.
41. ↑  Pillai Elamkulam, P. N. Kunjan. Chila Keralacharitra Prasnangal, (Kottayam, 1955 Second Ed. 1963), pp. 152-4.
42. ↑  Narayanan, M. G. S. Perumāḷs of Kerala. Thrissur (Kerala): CosmoBooks, 1972 [2013]. 79-80.
43. 1 2  Noburu Karashima (ed.), A Concise History of South India: Issues and Interpretations. New Delhi: Oxford University Press, 2014. 145-47.
44. ↑  Veluthat, Kesavan. "The Temple and the State in Medieval South India." Studies in People's History, vol. 4, no. 1, June 2017, pp. 15–23.
45. ↑  Narayanan, M. G. S. Perumāḷs of Kerala. Thrissur (Kerala): CosmoBooks, 1972 [2013]. 437-438.
46. ↑  Narayanan, M. G. S. Perumāḷs of Kerala. Thrissur (Kerala): CosmoBooks, 1972 [2013]. 442-43.
47. ↑  George Spencer, 'Ties that Bound: Royal Marriage Alliance in the Chola Period', Proceedings of the Fourth International Symposium on Asian Studies (Hong Kong: Asian Research Service, 1982), 723.
48. 1 2 3  Narayanan, M. G. S. Perumāḷs of Kerala. Thrissur (Kerala): CosmoBooks, 1972 [2013]. 65-67.
49. ↑  Narayanan, M. G. S. Perumāḷs of Kerala. Thrissur (Kerala): CosmoBooks, 1972 [2013]. 67-68.
50. 1 2  Narayanan, M. G. S. Perumāḷs of Kerala. Thrissur (Kerala): CosmoBooks, 1972 [2013]. 68-69.
51. 1 2 3 4 5 6 7  Narayanan, M. G. S. Perumāḷs of Kerala. Thrissur (Kerala): CosmoBooks, 1972 [2013]. 461-62.
52. 1 2 3  Narayanan, M. G. S. Perumāḷs of Kerala. Thrissur (Kerala): CosmoBooks, 1972 [2013]. 72-73 and 466-67.
53. 1 2 3 4  Narayanan, M. G. S. Perumāḷs of Kerala. Thrissur (Kerala): CosmoBooks, 1972 [2013]. 71-72 and 464-66.
54. ↑  Narayanan, M. G. S. Perumāḷs of Kerala. Thrissur (Kerala): CosmoBooks, 1972 [2013]. 70-72.
55. ↑  Ali, Daud. "The Service Retinues of the Chola Court: A Study of the Term Veḷam in Tamil Inscriptions." Bulletin of the School of Oriental and African Studies, University of London, vol. 70, no. 3, 2007, pp. 487–509.
56. 1 2  Narayanan, M. G. S. Perumāḷs of Kerala. Thrissur (Kerala): CosmoBooks, 1972 [2013]. 73-74 and 467-70.
57. ↑  Narayanan, M. G. S. Perumāḷs of Kerala. Thrissur (Kerala): CosmoBooks, 1972 [2013]. 470.